# Simamphicyon helveticus
Il simanficione (Simamphicyon helveticus) è un mammifero carnivoro estinto forse appartenente agli anficionidi. Visse nell'Eocene medio e superiore (circa 45 - 40 milioni di anni fa) e i suoi resti fossili sono stati ritrovati in Europa.

## Descrizione
Questo animale, di piccole dimensioni, probabilmente possedeva un corpo relativamente robusto, vagamente simile a quello di un cane, ma più allungato. Le zampe dovevano essere forti e corte, mentre la coda era lunga. L'anatomia robusta di questo animale, unita alla dentatura simile a quella dei canidi, preannuncia quelle degli anficionidi più evoluti e di dimensioni maggiori, come Amphicyon e Cynelos.

## Classificazione
Simamphicyon è considerato uno dei più antichi rappresentanti degli anficionidi, i cosiddetti “cani – orso” tipici di Oligocene e Miocene. Simamphicyon è noto per resti molto parziali, che sono stati interpretati in vario modo; alcuni ritengono che questo animale potesse essere un miacide specializzato. Un altro possibile anficionide basale è Guangxicyon, dell'Eocene superiore della Cina.

## Paleoecologia
La dentatura di Simamphicyon indica che questo animale era un mesocarnivoro, ovvero un carnivoro senza spiccate tendenze alla predazione (come invece hanno i felidi). Si suppone che predasse piccoli mammiferi terricoli.